# Fodboldturneringen 1892-93
Fodboldturneringen 1892–93 var den fjerde sæson af den danske fodboldliga Fodboldturneringen, arrangeret af Dansk Boldspil-Union. Ligaen havde deltagelse af fem hold, der spillede en dobbeltturnering alle-mod-alle. I tilfælde af uafgjort blev der spillet forlænget spilletid, og hvis stillingen derefter stadig var uafgjort, blev kampen spillet om.
Østerbros Boldklub nåede kun at spille tre kampe (1 sejr og 2 nederlag), inden holdet trak sig fra turneringen. Resten af klubbens kampe er medregnet i stillingen som sejre til modstanderne med målscoren 0-0.
Turneringen blev vundet af Akademisk Boldklub, som dermed vandt titlen for anden gang.

## Resultater
| Nr | Hold                 | K | V | U | T | Mf |   | Mi | +/- | P  |
| -- | -------------------- | - | - | - | - | -- | - | -- | --- | -- |
| 1  | Akademisk Boldklub   | 8 | 8 | 0 | 0 | 30 | – | 4  | +26 | 16 |
| 2  | Kjøbenhavns Boldklub | 8 | 6 | 0 | 2 | 32 | – | 4  | +28 | 12 |
| 3  | Boldklubben Frem     | 8 | 4 | 0 | 4 | 18 | – | 13 | +5  | 8  |
| 4  | Boldklubben Fri      | 8 | 1 | 0 | 7 | 4  | – | 60 | −56 | 2  |
| -  | Østerbros Boldklub   | 8 | 1 | 0 | 7 | 10 | – | 13 | −3  | 2  |

 K: Kampe spillet, V: Vundne kampe, U: Uafgjorte kampe, T: Tabte kampe, Mf: Mål for, Mi: Mål imod, +/-: Måldifference, P: Point